# The Phantom Creeps
Undersea Kingdom was een Amerikaanse sciencefictionfilmserie uit 1939. Er bestaan in totaal twaalf afleveringen die, op de laatste episode na, allemaal met een cliffhanger eindigen. Destijds werd elke episode in de bioscoop uitgezonden, vaak als voorfilm. 
Alle hoofdstukken zijn tegenwoordig publiek domein en als één lange film op dvd beschikbaar gesteld. 

## Hoofdstukken
- The Menacing Power
- Death Stalks the Highways
- Crashing Towers
- Invisible Terror
- Thundering Rails
- The Iron Monster
- The Menacing Mist
- Trapped in the Flames
- Speeding Doom
- Phantom Footprints
- The Blast
- To Destroy the World

## Achtergrond
De serie werd in verschillende afleveringen van Mystery Science Theater 3000 bespot.

## Rolverdeling
| Acteur            | Personage                            |
| ----------------- | ------------------------------------ |
| Robert Kent       | Capt. Bob West                       |
| Dorothy Arnold    | Jean Drew                            |
| Edwin Stanley     | Dr. Fred Mallory                     |
| Regis Toomey      | Jim Daley                            |
| Jack C. Smith     | Monk                                 |
| Edward Van Sloan  | Jarvis                               |
| Dora Clement      | Ann Zorka                            |
| Anthony Averill   | Rankin - Henchman                    |
| Hugh Huntley      | Perkins, Dr. Mallory's lab assistant |
| Monte Vandergrift | Al - Guard                           |
| Frank Mayo        | Train Engineer                       |
| Jim Farley        | Skipper                              |
| Eddie Acuff       | Mac - AMI Agent                      |
| Reed Howes        | Signalman                            |
| Ed Wolff          | The Robot                            |